# Кірово (Юргинський округ)
Кі́рово (рос. Кирово) — присілок у складі Юргинського округу Кемеровської області, Росія.

## Населення
Населення — 15 осіб (2010; 25 у 2002).
Національний склад (станом на 2002 рік):
- росіяни — 100 %